# Volta ao Alentejo de 2017
A 35.ª edição da Volta ao Alentejo foi uma corrida de ciclismo em estrada que se celebrou em Portugal entre 22 e 26 de fevereiro de 2017 com um percurso de 882,8 km em cinco etapas entre as cidades de Portalegre e Évora.
A corrida fez parte do UCI Europe Tour de 2017 dos Circuitos Continentais UCI, dentro da categoria 2.1.
A corrida foi vencida pelo corredor espanhol Carlos Barbero da equipa Movistar Team, em segundo lugar Rinaldo Nocentini (Sporting-Tavira) e em terceiro lugar Jasper de Laat (Metec-TKH-Mantel).

## Equipas participantes
Tomaram parte na corrida 19 equipas: 1 de categoria UCI Pro Team; 5 de categoria Profissional Continental; 13 de categoria Continental.
| Equipe WorldTeam- Movistar Team Equipes profissionais Continentais (5)- Caja Rural-Seguros RGA - Israel Cycling Academy - Manzana Postobón - Gazprom-RusVelo - CCC Sprandi Polkowice Equipes Continentais (13)- Sporting-Tavira - RP-Boavista - LA Alumínios-Metalusa-BlackJack - Efapel - Louletano-Hospital de Loulé - W52-FC Porto - Euskadi Basque Country-Murias - Axeon-Hagens Berman - Sparebanken Sør - Rally Cycling - An Post-ChainReaction - Metec-TKH-Mantel - Coop |
| |

## Etapas
| Etapa | Data    | Percurso                     | type            | Distância (km) | Vencedor              | Líder geral       |
| ----- | ------- | ---------------------------- | --------------- | -------------- | --------------------- | ----------------- |
| 1     | 22 fev. | Portalegre – Castelo de Vide | média montanha  | 158            | Rinaldo Nocentini     | Rinaldo Nocentini |
| 2     | 23 fev. | Monforte – Portel            | etapa escarpada | 171,3          | Johim Ariesen         | Carlos Barbero    |
| 3     | 24 fev. | Mourão – Mértola             | etapa plana     | 208,8          | Juan Sebastián Molano | Carlos Barbero    |
| 4     | 25 fev. | Alcácer do Sal – Odemira     | etapa plana     | 175,8          | Logan Owen            | Carlos Barbero    |
| 5     | 26 fev. | Ferreira do Alentejo – Évora | etapa escarpada | 168,9          | Juan Sebastián Molano | Carlos Barbero    |

### Etapa 1
| \| Classificação por etapas \| Classificação por etapas \| Classificação por etapas \| Classificação por etapas \| Classificação por etapas \| \| Ciclista \| Ciclista \| Equipe \| Tempo \| \| \| ------------------------ \| ------------------------ \| ------------------------------- \| ------------------------ \| ------------------------ \| \| 1. \| Rinaldo Nocentini \| Sporting-Tavira \| 4h04m09s \| \| \| 2. \| Eduard Prades \| Caja Rural-Seguros RGA \| + 0s \| \| \| 3. \| Carlos Barbero \| Movistar Team \| + 0s \| \| \| 4. \| David de la Fuente \| Louletano-Hospital de Loulé \| + 0s \| \| \| 5. \| Jan Tratnik \| CCC Sprandi Polkowice \| + 0s \| \| \| 6. \| Edgar Pinto \| LA Aluminios-Metalusa-BlackJack \| + 0s \| \| \| 7. \| Jasper de Laat \| Metec-TKH-Mantel \| + 0s \| \| \| 8. \| Andrey Amador \| Movistar Team \| + 0s \| \| \| 9. \| Jetse Bol \| Manzana Postobón \| + 0s \| \| \| 10. \| Krister Hagen \| Team Coop \| + 0s \| \| |                    |                                 |          |
| |                    |                                 |          |
| |                    |                                 |          |
| Classificação por etapas |                    |                                 |          |
| Ciclista | Ciclista           | Equipe                          | Tempo    |
| 1. | Rinaldo Nocentini  | Sporting-Tavira                 | 4h04m09s |
| 2. | Eduard Prades      | Caja Rural-Seguros RGA          | + 0s     |
| 3. | Carlos Barbero     | Movistar Team                   | + 0s     |
| 4. | David de la Fuente | Louletano-Hospital de Loulé     | + 0s     |
| 5. | Jan Tratnik        | CCC Sprandi Polkowice           | + 0s     |
| 6. | Edgar Pinto        | LA Aluminios-Metalusa-BlackJack | + 0s     |
| 7. | Jasper de Laat     | Metec-TKH-Mantel                | + 0s     |
| 8. | Andrey Amador      | Movistar Team                   | + 0s     |
| 9. | Jetse Bol          | Manzana Postobón                | + 0s     |
| 10. | Krister Hagen      | Team Coop                       | + 0s     |

| \| Classificação geral \| Classificação geral \| Classificação geral \| Classificação geral \| Classificação geral \| \| Ciclista \| Ciclista \| Equipe \| Tempo \| \| \| ------------------- \| ------------------- \| ------------------------------- \| ------------------- \| ------------------- \| \| 1. \| Rinaldo Nocentini \| Sporting-Tavira \| 4h03m59s \| \| \| 2. \| Eduard Prades \| Caja Rural-Seguros RGA \| + 4s \| \| \| 3. \| Carlos Barbero \| Movistar Team \| + 6s \| \| \| 4. \| David de la Fuente \| Louletano-Hospital de Loulé \| + 10s \| \| \| 5. \| Jan Tratnik \| CCC Sprandi Polkowice \| + 10s \| \| \| 6. \| Edgar Pinto \| LA Aluminios-Metalusa-BlackJack \| + 10s \| \| \| 7. \| Jasper de Laat \| Metec-TKH-Mantel \| + 10s \| \| \| 8. \| Andrey Amador \| Movistar Team \| + 10s \| \| \| 9. \| Jetse Bol \| Manzana Postobón \| + 10s \| \| \| 10. \| Krister Hagen \| Team Coop \| + 10s \| \| |                    |                                 |          |
| |                    |                                 |          |
| |                    |                                 |          |
| Classificação geral |                    |                                 |          |
| Ciclista | Ciclista           | Equipe                          | Tempo    |
| 1. | Rinaldo Nocentini  | Sporting-Tavira                 | 4h03m59s |
| 2. | Eduard Prades      | Caja Rural-Seguros RGA          | + 4s     |
| 3. | Carlos Barbero     | Movistar Team                   | + 6s     |
| 4. | David de la Fuente | Louletano-Hospital de Loulé     | + 10s    |
| 5. | Jan Tratnik        | CCC Sprandi Polkowice           | + 10s    |
| 6. | Edgar Pinto        | LA Aluminios-Metalusa-BlackJack | + 10s    |
| 7. | Jasper de Laat     | Metec-TKH-Mantel                | + 10s    |
| 8. | Andrey Amador      | Movistar Team                   | + 10s    |
| 9. | Jetse Bol          | Manzana Postobón                | + 10s    |
| 10. | Krister Hagen      | Team Coop                       | + 10s    |

### Etapa 2
| \| Classificação por etapas \| Classificação por etapas \| Classificação por etapas \| Classificação por etapas \| Classificação por etapas \| \| Ciclista \| Ciclista \| Equipe \| Tempo \| \| \| ------------------------ \| ------------------------ \| ----------------------------- \| ------------------------ \| ------------------------ \| \| 1. \| Johim Ariesen \| Metec-TKH-Mantel \| 3h50m22s \| \| \| 2. \| Carlos Barbero \| Movistar Team \| + 0s \| \| \| 3. \| Colin Joyce \| Rally Cycling \| + 0s \| \| \| 4. \| Jan Tratnik \| CCC Sprandi Polkowice \| + 0s \| \| \| 5. \| Christopher Lawless \| Axeon-Hagens Berman \| + 0s \| \| \| 6. \| Ivo Oliveira \| Axeon-Hagens Berman \| + 0s \| \| \| 7. \| Roman Maikin \| Gazprom-RusVelo \| + 0s \| \| \| 8. \| Juan Sebastián Molano \| Manzana Postobón \| + 0s \| \| \| 9. \| Luís Mendonça \| Louletano-Hospital de Loulé \| + 0s \| \| \| 10. \| Julen Irizar \| Euskadi Basque Country-Murias \| + 0s \| \| |                       |                               |          |
| |                       |                               |          |
| |                       |                               |          |
| Classificação por etapas |                       |                               |          |
| Ciclista | Ciclista              | Equipe                        | Tempo    |
| 1. | Johim Ariesen         | Metec-TKH-Mantel              | 3h50m22s |
| 2. | Carlos Barbero        | Movistar Team                 | + 0s     |
| 3. | Colin Joyce           | Rally Cycling                 | + 0s     |
| 4. | Jan Tratnik           | CCC Sprandi Polkowice         | + 0s     |
| 5. | Christopher Lawless   | Axeon-Hagens Berman           | + 0s     |
| 6. | Ivo Oliveira          | Axeon-Hagens Berman           | + 0s     |
| 7. | Roman Maikin          | Gazprom-RusVelo               | + 0s     |
| 8. | Juan Sebastián Molano | Manzana Postobón              | + 0s     |
| 9. | Luís Mendonça         | Louletano-Hospital de Loulé   | + 0s     |
| 10. | Julen Irizar          | Euskadi Basque Country-Murias | + 0s     |

| \| Classificação geral \| Classificação geral \| Classificação geral \| Classificação geral \| Classificação geral \| \| Ciclista \| Ciclista \| Equipe \| Tempo \| \| \| ------------------- \| ------------------- \| ------------------------------- \| ------------------- \| ------------------- \| \| 1. \| Carlos Barbero \| Movistar Team \| 7h54m18s \| \| \| 2. \| Rinaldo Nocentini \| Sporting-Tavira \| + 3s \| \| \| 3. \| Eduard Prades \| Caja Rural-Seguros RGA \| + 7s \| \| \| 4. \| Krister Hagen \| Team Coop \| + 10s \| \| \| 5. \| Edward Dunbar \| Axeon-Hagens Berman \| + 11s \| \| \| 6. \| Daniel Mestre \| Efapel \| + 11s \| \| \| 7. \| Rafael Silva \| Efapel \| + 12s \| \| \| 8. \| Jan Tratnik \| CCC Sprandi Polkowice \| + 13s \| \| \| 9. \| Edgar Pinto \| LA Aluminios-Metalusa-BlackJack \| + 13s \| \| \| 10. \| David de la Fuente \| Louletano-Hospital de Loulé \| + 13s \| \| |                    |                                 |          |
| |                    |                                 |          |
| |                    |                                 |          |
| Classificação geral |                    |                                 |          |
| Ciclista | Ciclista           | Equipe                          | Tempo    |
| 1. | Carlos Barbero     | Movistar Team                   | 7h54m18s |
| 2. | Rinaldo Nocentini  | Sporting-Tavira                 | + 3s     |
| 3. | Eduard Prades      | Caja Rural-Seguros RGA          | + 7s     |
| 4. | Krister Hagen      | Team Coop                       | + 10s    |
| 5. | Edward Dunbar      | Axeon-Hagens Berman             | + 11s    |
| 6. | Daniel Mestre      | Efapel                          | + 11s    |
| 7. | Rafael Silva       | Efapel                          | + 12s    |
| 8. | Jan Tratnik        | CCC Sprandi Polkowice           | + 13s    |
| 9. | Edgar Pinto        | LA Aluminios-Metalusa-BlackJack | + 13s    |
| 10. | David de la Fuente | Louletano-Hospital de Loulé     | + 13s    |

### Etapa 3
| \| Classificação por etapas \| Classificação por etapas \| Classificação por etapas \| Classificação por etapas \| Classificação por etapas \| \| Ciclista \| Ciclista \| Equipe \| Tempo \| \| \| ------------------------ \| ------------------------ \| --------------------------- \| ------------------------ \| ------------------------ \| \| 1. \| Juan Sebastián Molano \| Manzana Postobón \| 4h29m16s \| \| \| 2. \| Christopher Lawless \| Axeon-Hagens Berman \| + 0s \| \| \| 3. \| Carlos Barbero \| Movistar Team \| + 2s \| \| \| 4. \| Johim Ariesen \| Metec-TKH-Mantel \| + 2s \| \| \| 5. \| Rinaldo Nocentini \| Sporting-Tavira \| + 2s \| \| \| 6. \| Luís Mendonça \| Louletano-Hospital de Loulé \| + 2s \| \| \| 7. \| Przemysław Kasperkiewicz \| An Post-ChainReaction \| + 2s \| \| \| 8. \| Evgeny Shalunov \| Gazprom-RusVelo \| + 2s \| \| \| 9. \| Jasper de Laat \| Metec-TKH-Mantel \| + 2s \| \| \| 10. \| Rafael Silva \| Efapel \| + 2s \| \| |                          |                             |          |
| |                          |                             |          |
| |                          |                             |          |
| Classificação por etapas |                          |                             |          |
| Ciclista | Ciclista                 | Equipe                      | Tempo    |
| 1. | Juan Sebastián Molano    | Manzana Postobón            | 4h29m16s |
| 2. | Christopher Lawless      | Axeon-Hagens Berman         | + 0s     |
| 3. | Carlos Barbero           | Movistar Team               | + 2s     |
| 4. | Johim Ariesen            | Metec-TKH-Mantel            | + 2s     |
| 5. | Rinaldo Nocentini        | Sporting-Tavira             | + 2s     |
| 6. | Luís Mendonça            | Louletano-Hospital de Loulé | + 2s     |
| 7. | Przemysław Kasperkiewicz | An Post-ChainReaction       | + 2s     |
| 8. | Evgeny Shalunov          | Gazprom-RusVelo             | + 2s     |
| 9. | Jasper de Laat           | Metec-TKH-Mantel            | + 2s     |
| 10. | Rafael Silva             | Efapel                      | + 2s     |

| \| Classificação geral \| Classificação geral \| Classificação geral \| Classificação geral \| Classificação geral \| \| Ciclista \| Ciclista \| Equipe \| Tempo \| \| \| ------------------- \| ------------------- \| ------------------------------- \| ------------------- \| ------------------- \| \| 1. \| Carlos Barbero \| Movistar Team \| 12h23m26s \| \| \| 2. \| Rinaldo Nocentini \| Sporting-Tavira \| + 12s \| \| \| 3. \| Daniel Mestre \| Efapel \| + 19s \| \| \| 4. \| Krister Hagen \| Team Coop \| + 20s \| \| \| 5. \| Jasper de Laat \| Metec-TKH-Mantel \| + 21s \| \| \| 6. \| Edward Dunbar \| Axeon-Hagens Berman \| + 21s \| \| \| 7. \| Rafael Silva \| Efapel \| + 22s \| \| \| 8. \| Edgar Pinto \| LA Aluminios-Metalusa-BlackJack \| + 23s \| \| \| 9. \| Jan Tratnik \| CCC Sprandi Polkowice \| + 23s \| \| \| 10. \| Garikoitz Bravo \| Euskadi Basque Country-Murias \| + 23s \| \| |                   |                                 |           |
| |                   |                                 |           |
| |                   |                                 |           |
| Classificação geral |                   |                                 |           |
| Ciclista | Ciclista          | Equipe                          | Tempo     |
| 1. | Carlos Barbero    | Movistar Team                   | 12h23m26s |
| 2. | Rinaldo Nocentini | Sporting-Tavira                 | + 12s     |
| 3. | Daniel Mestre     | Efapel                          | + 19s     |
| 4. | Krister Hagen     | Team Coop                       | + 20s     |
| 5. | Jasper de Laat    | Metec-TKH-Mantel                | + 21s     |
| 6. | Edward Dunbar     | Axeon-Hagens Berman             | + 21s     |
| 7. | Rafael Silva      | Efapel                          | + 22s     |
| 8. | Edgar Pinto       | LA Aluminios-Metalusa-BlackJack | + 23s     |
| 9. | Jan Tratnik       | CCC Sprandi Polkowice           | + 23s     |
| 10. | Garikoitz Bravo   | Euskadi Basque Country-Murias   | + 23s     |

### Etapa 4
| \| Classificação por etapas \| Classificação por etapas \| Classificação por etapas \| Classificação por etapas \| Classificação por etapas \| \| Ciclista \| Ciclista \| Equipe \| Tempo \| \| \| ------------------------ \| ------------------------ \| ------------------------------- \| ------------------------ \| ------------------------ \| \| 1. \| Logan Owen \| Axeon-Hagens Berman \| 3h58m53s \| \| \| 2. \| Carlos Barbero \| Movistar Team \| + 0s \| \| \| 3. \| Jasper de Laat \| Metec-TKH-Mantel \| + 0s \| \| \| 4. \| Edward Dunbar \| Axeon-Hagens Berman \| + 0s \| \| \| 5. \| Rinaldo Nocentini \| Sporting-Tavira \| + 0s \| \| \| 6. \| Edgar Pinto \| LA Aluminios-Metalusa-BlackJack \| + 0s \| \| \| 7. \| Jan Tratnik \| CCC Sprandi Polkowice \| + 0s \| \| \| 8. \| Evgeny Shalunov \| Gazprom-RusVelo \| + 0s \| \| \| 9. \| Adrien Costa \| Axeon-Hagens Berman \| + 0s \| \| \| 10. \| Garikoitz Bravo \| Euskadi Basque Country-Murias \| + 0s \| \| |                   |                                 |          |
| |                   |                                 |          |
| |                   |                                 |          |
| Classificação por etapas |                   |                                 |          |
| Ciclista | Ciclista          | Equipe                          | Tempo    |
| 1. | Logan Owen        | Axeon-Hagens Berman             | 3h58m53s |
| 2. | Carlos Barbero    | Movistar Team                   | + 0s     |
| 3. | Jasper de Laat    | Metec-TKH-Mantel                | + 0s     |
| 4. | Edward Dunbar     | Axeon-Hagens Berman             | + 0s     |
| 5. | Rinaldo Nocentini | Sporting-Tavira                 | + 0s     |
| 6. | Edgar Pinto       | LA Aluminios-Metalusa-BlackJack | + 0s     |
| 7. | Jan Tratnik       | CCC Sprandi Polkowice           | + 0s     |
| 8. | Evgeny Shalunov   | Gazprom-RusVelo                 | + 0s     |
| 9. | Adrien Costa      | Axeon-Hagens Berman             | + 0s     |
| 10. | Garikoitz Bravo   | Euskadi Basque Country-Murias   | + 0s     |

| \| Classificação geral \| Classificação geral \| Classificação geral \| Classificação geral \| Classificação geral \| \| Ciclista \| Ciclista \| Equipe \| Tempo \| \| \| ------------------- \| ------------------- \| ------------------------------- \| ------------------- \| ------------------- \| \| 1. \| Carlos Barbero \| Movistar Team \| 16h22m13s \| \| \| 2. \| Rinaldo Nocentini \| Sporting-Tavira \| + 17s \| \| \| 3. \| Jasper de Laat \| Metec-TKH-Mantel \| + 23s \| \| \| 4. \| Krister Hagen \| Team Coop \| + 26s \| \| \| 5. \| Edward Dunbar \| Axeon-Hagens Berman \| + 27s \| \| \| 6. \| Edgar Pinto \| LA Aluminios-Metalusa-BlackJack \| + 29s \| \| \| 7. \| Jan Tratnik \| CCC Sprandi Polkowice \| + 29s \| \| \| 8. \| Garikoitz Bravo \| Euskadi Basque Country-Murias \| + 29s \| \| \| 9. \| Logan Owen \| Axeon-Hagens Berman \| + 29s \| \| \| 10. \| Jhonatan Narváez \| Axeon-Hagens Berman \| + 29s \| \| |                   |                                 |           |
| |                   |                                 |           |
| |                   |                                 |           |
| Classificação geral |                   |                                 |           |
| Ciclista | Ciclista          | Equipe                          | Tempo     |
| 1. | Carlos Barbero    | Movistar Team                   | 16h22m13s |
| 2. | Rinaldo Nocentini | Sporting-Tavira                 | + 17s     |
| 3. | Jasper de Laat    | Metec-TKH-Mantel                | + 23s     |
| 4. | Krister Hagen     | Team Coop                       | + 26s     |
| 5. | Edward Dunbar     | Axeon-Hagens Berman             | + 27s     |
| 6. | Edgar Pinto       | LA Aluminios-Metalusa-BlackJack | + 29s     |
| 7. | Jan Tratnik       | CCC Sprandi Polkowice           | + 29s     |
| 8. | Garikoitz Bravo   | Euskadi Basque Country-Murias   | + 29s     |
| 9. | Logan Owen        | Axeon-Hagens Berman             | + 29s     |
| 10. | Jhonatan Narváez  | Axeon-Hagens Berman             | + 29s     |

### Etapa 5
| \| Classificação por etapas \| Classificação por etapas \| Classificação por etapas \| Classificação por etapas \| Classificação por etapas \| \| Ciclista \| Ciclista \| Equipe \| Tempo \| \| \| ------------------------ \| ------------------------ \| ------------------------ \| ------------------------ \| ------------------------ \| \| 1. \| Juan Sebastián Molano \| Manzana Postobón \| 4h05m50s \| \| \| 2. \| Christopher Lawless \| Axeon-Hagens Berman \| + 0s \| \| \| 3. \| Dylan Page \| Caja Rural-Seguros RGA \| + 0s \| \| \| 4. \| Jhonatan Narváez \| Axeon-Hagens Berman \| + 3s \| \| \| 5. \| Carlos Barbero \| Movistar Team \| + 3s \| \| \| 6. \| Rinaldo Nocentini \| Sporting-Tavira \| + 3s \| \| \| 7. \| Samuel Caldeira \| W52-FC Porto \| + 3s \| \| \| 8. \| Jan Tratnik \| CCC Sprandi Polkowice \| + 3s \| \| \| 9. \| Krister Hagen \| Team Coop \| + 3s \| \| \| 10. \| Evgeny Shalunov \| Gazprom-RusVelo \| + 3s \| \| |                       |                        |          |
| |                       |                        |          |
| |                       |                        |          |
| Classificação por etapas |                       |                        |          |
| Ciclista | Ciclista              | Equipe                 | Tempo    |
| 1. | Juan Sebastián Molano | Manzana Postobón       | 4h05m50s |
| 2. | Christopher Lawless   | Axeon-Hagens Berman    | + 0s     |
| 3. | Dylan Page            | Caja Rural-Seguros RGA | + 0s     |
| 4. | Jhonatan Narváez      | Axeon-Hagens Berman    | + 3s     |
| 5. | Carlos Barbero        | Movistar Team          | + 3s     |
| 6. | Rinaldo Nocentini     | Sporting-Tavira        | + 3s     |
| 7. | Samuel Caldeira       | W52-FC Porto           | + 3s     |
| 8. | Jan Tratnik           | CCC Sprandi Polkowice  | + 3s     |
| 9. | Krister Hagen         | Team Coop              | + 3s     |
| 10. | Evgeny Shalunov       | Gazprom-RusVelo        | + 3s     |

## Classificações finais
- As classificações finalizaram da seguinte forma:[4]

### Classificação geral
| \| Classificação geral \| Classificação geral \| Classificação geral \| Classificação geral \| Classificação geral \| \| Ciclista \| Ciclista \| Equipe \| Tempo \| \| \| ------------------- \| ------------------- \| ------------------------------- \| ------------------- \| ------------------- \| \| 1. \| Carlos Barbero \| Movistar Team \| 20h28m04s \| \| \| 2. \| Rinaldo Nocentini \| Sporting-Tavira \| + 16s \| \| \| 3. \| Jasper de Laat \| Metec-TKH-Mantel \| + 25s \| \| \| 4. \| Krister Hagen \| Team Coop \| + 28s \| \| \| 5. \| Edward Dunbar \| Axeon-Hagens Berman \| + 29s \| \| \| 6. \| Logan Owen \| Axeon-Hagens Berman \| + 30s \| \| \| 7. \| Edgar Pinto \| LA Aluminios-Metalusa-BlackJack \| + 31s \| \| \| 8. \| Jan Tratnik \| CCC Sprandi Polkowice \| + 31s \| \| \| 9. \| Garikoitz Bravo \| Euskadi Basque Country-Murias \| + 31s \| \| \| 10. \| Jhonatan Narváez \| Axeon-Hagens Berman \| + 31s \| \| |                   |                                 |           |
| |                   |                                 |           |
| Fonte: ProCyclingStats |                   |                                 |           |
| Classificação geral |                   |                                 |           |
| Ciclista | Ciclista          | Equipe                          | Tempo     |
| 1. | Carlos Barbero    | Movistar Team                   | 20h28m04s |
| 2. | Rinaldo Nocentini | Sporting-Tavira                 | + 16s     |
| 3. | Jasper de Laat    | Metec-TKH-Mantel                | + 25s     |
| 4. | Krister Hagen     | Team Coop                       | + 28s     |
| 5. | Edward Dunbar     | Axeon-Hagens Berman             | + 29s     |
| 6. | Logan Owen        | Axeon-Hagens Berman             | + 30s     |
| 7. | Edgar Pinto       | LA Aluminios-Metalusa-BlackJack | + 31s     |
| 8. | Jan Tratnik       | CCC Sprandi Polkowice           | + 31s     |
| 9. | Garikoitz Bravo   | Euskadi Basque Country-Murias   | + 31s     |
| 10. | Jhonatan Narváez  | Axeon-Hagens Berman             | + 31s     |

## Evolução das classificações
| Etapa (Vencedor)                 | Classificação geral | Classificação por pontos | Classificação da montanha | Classificação dos jovens | Classificação por equipas |
| -------------------------------- | ------------------- | ------------------------ | ------------------------- | ------------------------ | ------------------------- |
| 1ª etapa (Rinaldo Nocentini)     | Rinaldo Nocentini   | Rinaldo Nocentini        | Aldemar Reis Ortega       | Jasper de Laat           | Manzana Postobón          |
| 2ª etapa (Johim Ariesen)         | Carlos Barbero      | Carlos Barbero           | Aldemar Reis Ortega       | Edward Dunbar            | Axeon Hagens Berman       |
| 3ª etapa (Juan Sebastián Molano) | Carlos Barbero      | Carlos Barbero           | Aldemar Reis Ortega       | Jasper de Laat           | Manzana Postobón          |
| 4ª etapa (Logan Owen)            | Carlos Barbero      | Carlos Barbero           | Aldemar Reis Ortega       | Jasper de Laat           | Axeon Hagens Berman       |
| 5ª etapa (Juan Sebastián Molano) | Carlos Barbero      | Carlos Barbero           | Aldemar Reis Ortega       | Jasper de Laat           | Axeon Hagens Berman       |
| Final                            | Carlos Barbero      | Carlos Barbero           | Aldemar Reis Ortega       | Jasper de Laat           | Axeon Hagens Berman       |

## UCI World Ranking
A Volta ao Alentejo outorga pontos para o UCI Europe Tour de 2017 e o UCI World Ranking, este último para corredores das equipas nas categorias UCI Pro Team, Profissional Continental e Equipas Continentais. A seguinte tabela são o barómetro de pontuação e os corredores que obtiveram pontos:
| Posição             | 1.ª | 2.ª | 3.ª | 4.ª | 5.ª | 6.ª | 7.ª | 8.ª | 9.ª | 10.ª |
| Classificação geral | 125 | 85  | 70  | 60  | 50  | 40  | 35  | 30  | 25  | 20   |
| Por etapa           | 14  | 5   | 3   |     |     |     |     |     |     |      |
| Líder               | 3   |     |     |     |     |     |     |     |     |      |

| Classificação | Classificação         | Classificação         | Classificação | Classificação | Classificação | Classificação |
| Posição       | Ciclista              | Equipa                | Geral         | Etapa         | Líder         | Total         |
| ------------- | --------------------- | --------------------- | ------------- | ------------- | ------------- | ------------- |
| 1.º           | Carlos Barbero        | Movistar Team         | 125           | 16            | 9             | 150           |
| 2.º           | Rinaldo Nocentini     | Sporting-Tavira       | 85            | 14            | 3             | 102           |
| 3.º           | Jasper de Laat        | Metec-TKH-Mantel      | 70            | 3             | -             | 73            |
| 4.º           | Krister Hagen         | Team Coop             | 60            | -             | -             | 60            |
| 5.º           | Logan Owen            | Axeon Hagens Berman   | 40            | 14            | -             | 54            |
| 6.º           | Edward Dunbar         | Axeon Hagens Berman   | 50            | -             | -             | 50            |
| 7.º           | Edgar Pinto           | LA Alumínios          | 35            | -             | -             | 35            |
| 8.º           | Jan Tratnik           | CCC Sprandi Polkowice | 30            | -             | -             | 30            |
| 9.º           | Juan Sebastián Molano | Manzana Postobón      | -             | 28            | -             | 28            |
| 10.º          | Garikoitz Bravo       | Euskadi-Murias        | 25            | -             | -             | 25            |

## Lista dos participantes
| Legenda                       | Legenda                                                                                 | Legenda | Legenda                                                                                         |
| ----------------------------- | --------------------------------------------------------------------------------------- | ------- | ----------------------------------------------------------------------------------------------- |
| Num                           | Jersey de saída vestida pelo corredor neste Volta ao Alentejo de 2017                   | Pos     | Posição final na classificação geral                                                            |
| Leader da classificação geral | Indica o vencedor da classificação geral                                                |         | Indica uma camisola de campeão nacional ou mundial, indica a sua especialidade                  |
| #                             | Indica a melhor equipa                                                                  | NP      | Indica um corredor que não tomou a saída de uma etapa, indica o número da etapa onde se retirou |
| AB                            | Indica um corredor que não terminou uma etapa, indica o número da etapa onde se retirou | HD      | Indica um corredor que terminou uma etapa fora de tempo, indica o número de etapa               |
| DSQ                           | Indica um corredor que foi desqualificado da corrida, indica o número da etapa          |         |                                                                                                 |

| W52-FC Porto W52      | W52-FC Porto W52           | W52-FC Porto W52 |
| --------------------- | -------------------------- | ---------------- |
| Num                   | Corredor                   | Pos              |
| 1                     | Gustavo César Veloso (ESP) | 95.º             |
| 2                     | Samuel Caldeira (POR)      | 81.º             |
| 3                     | Ángel Sánchez (ESP)        | 123.º            |
| 4                     | Jacobo Ucha (ESP)          | 126.º            |
| 5                     | Juan Ignacio Pérez (ESP)   | 131.º            |
| 6                     | Ricardo Mestre (POR)       | 26.º             |
| 7                     | Daniel Freitas (POR)       | 70.º             |
| 8                     | Joaquim Silva (POR)        | 29.º             |
| Director desportivo : |                            |                  |

| Rádio Popular-Boavista BOA | Rádio Popular-Boavista BOA | Rádio Popular-Boavista BOA |
| -------------------------- | -------------------------- | -------------------------- |
| Num                        | Corredor                   | Pos                        |
| 11                         | Domingos Gonçalves (POR)   | 44.º                       |
| 12                         | Rui Sousa (POR)            | 90.º                       |
| 13                         | Filipe Cardoso (POR)       | 88.º                       |
| 14                         | Luís Gomes (POR)           | 14.º                       |
| 15                         | Víctor Etxeberria (ESP)    | 31.º                       |
| 16                         | Xuban Errazkin (ESP)       | 79.º                       |
| 17                         | David Rodrigues (POR)      | 51.º                       |
| 18                         | João Benta (POR)           | 50.º                       |
| Director desportivo :      |                            |                            |

| LA Alumínios-Metalusa-BlackJack LAA | LA Alumínios-Metalusa-BlackJack LAA | LA Alumínios-Metalusa-BlackJack LAA |
| ----------------------------------- | ----------------------------------- | ----------------------------------- |
| Num                                 | Corredor                            | Pos                                 |
| 21                                  | Edgar Pinto (POR)                   | 7.º                                 |
| 22                                  | César Deshielo (POR)                | 17.º                                |
| 23                                  | Luís Afonso (POR)                   | AB-4                                |
| 24                                  | João Matias (POR)                   | 127.º                               |
| 25                                  | Zulmiro Magalhães (POR)             | HD-3                                |
| 26                                  | Samuel Blanco (ESP)                 | AB-2                                |
| 27                                  | Antonio Angulo (ESP)                | 24.º                                |
| 28                                  | Hugo Sancho (POR)                   | 115.º                               |
| Director desportivo :               |                                     |                                     |

| Efapel EFP            | Efapel EFP              | Efapel EFP |
| --------------------- | ----------------------- | ---------- |
| Num                   | Corredor                | Pos        |
| 31                    | Sérgio Paulinho (POR)   | 30.º       |
| 32                    | Daniel Mestre (POR)     | 18.º       |
| 33                    | Rafael Silva (POR)      | 12.º       |
| 34                    | Henrique Casimiro (POR) | 64.º       |
| 35                    | Bruno Silva (POR)       | 68.º       |
| 36                    | António Barbio (POR)    | 120.º      |
| 37                    | Álvaro Trueba (ESP)     | 35.º       |
| 38                    | Mateo García (COL)      | 43.º       |
| Director desportivo : |                         |            |

| Sporting-Tavira STA   | Sporting-Tavira STA        | Sporting-Tavira STA |
| --------------------- | -------------------------- | ------------------- |
| Num                   | Corredor                   | Pos                 |
| 41                    | Rinaldo Nocentini (ITA)    | 2.º                 |
| 42                    | Jesús Ezquerra (ESP)       | 58.º                |
| 43                    | Mario González Salas (ESP) | 62.º                |
| 44                    | Óscar González Brea (ESP)  | 119.º               |
| 45                    | Alejandro Marque (ESP)     | 13.º                |
| 46                    | Shaun-Nick Bester (RSA)    | 74.º                |
| 47                    | Frederico Figueiredo (POR) | 28.º                |
| 48                    | Fábio Silvestre (POR)      | 89.º                |
| Director desportivo : |                            |                     |

| Louletano-Hospital de Loulé LHL | Louletano-Hospital de Loulé LHL | Louletano-Hospital de Loulé LHL |
| ------------------------------- | ------------------------------- | ------------------------------- |
| Num                             | Corredor                        | Pos                             |
| 51                              | Raúl García de Mateos (ESP)     | 117.º                           |
| 52                              | Rui Rodrigues (POR)             | 122.º                           |
| 53                              | Luís Mendonça (POR)             | 56.º                            |
| 54                              | André Evangelista (POR)         | 125.º                           |
| 55                              | Pedro Paulinho (POR)            | 113.º                           |
| 56                              | Óscar Hernández (ESP)           | 71.º                            |
| 57                              | David de la Fuente (ESP)        | 20.º                            |
| 58                              | João Letras (POR)               | HD-3                            |
| Director desportivo :           |                                 |                                 |

| Movistar MOV          | Movistar MOV                           | Movistar MOV |
| --------------------- | -------------------------------------- | ------------ |
| Num                   | Corredor                               | Pos          |
| 61                    | Andrey Amador (CRC)                    | 19.º         |
| 62                    | Carlos Barbero (ESP)                   | 1.º          |
| 63                    | Nuno Bico (POR)                        | 132.º        |
| 64                    | Richard Carapaz (ECU)                  | 101.º        |
| 65                    | Héctor Carretero (ESP)                 | 133.º        |
| 66                    | Adriano Malori (ITA)                   | AB-1         |
| 67                    | Nelson Oliveira (POR) (Contrarrelógio) | 36.º         |
| 68                    | Antonio Pedrero (ESP)                  | 98.º         |
| Director desportivo : |                                        |              |

| Axeon-Hagens Berman AHB | Axeon-Hagens Berman AHB   | Axeon-Hagens Berman AHB |
| ----------------------- | ------------------------- | ----------------------- |
| Num                     | Corredor                  | Pos                     |
| 71                      | William Barta (USA)       | 49.º                    |
| 72                      | Adrien Costa (USA)        | 11.º                    |
| 73                      | Edward Dunbar (IRL)       | 5.º                     |
| 74                      | Christopher Lawless (GBR) | 96.º                    |
| 75                      | Jhonatan Narváez (ECU)    | 10.º                    |
| 76                      | Ivo Oliveira (POR)        | 34.º                    |
| 77                      | Logan Owen (USA)          | 6.º                     |
| 78                      | Neilson Powless (USA)     | 27.º                    |
| Director desportivo :   |                           |                         |

| Manzana Postobón MZN  | Manzana Postobón MZN     | Manzana Postobón MZN |
| --------------------- | ------------------------ | -------------------- |
| Num                   | Corredor                 | Pos                  |
| 81                    | Ricardo Vilela (POR)     | 47.º                 |
| 82                    | Antonio Piedra (ESP)     | 42.º                 |
| 83                    | Aldemar Reyes (COL)      | 15.º                 |
| 84                    | Hernán Aguirre (COL)     | 40.º                 |
| 85                    | Sebastián Molano (COL)   | 75.º                 |
| 86                    | Hernando Bohórquez (COL) | 21.º                 |
| 87                    | Jetse Bol (NED)          | 16.º                 |
| 88                    | Juan Felipe Osorio (COL) | 37.º                 |
| Director desportivo : |                          |                      |

| Israel Cycling Academy ICA | Israel Cycling Academy ICA | Israel Cycling Academy ICA |
| -------------------------- | -------------------------- | -------------------------- |
| Num                        | Corredor                   | Pos                        |
| 91                         | Dan Craven (NAM)           | 129.º                      |
| 92                         | José Manuel Díaz (ESP)     | 77.º                       |
| 93                         | Krists Neilands (LAT)      | AB-3                       |
| 94                         | Luis Lemus (MEX) (Estrada) | 100.º                      |
| 95                         | Roy Goldstein (ISR)        | 85.º                       |
| 96                         | Guy Sagiv (ISR) (Estrada)  | 78.º                       |
| 97                         | Daniel Turek (CZE)         | 32.º                       |
| 98                         | Jason Lowndes (AUS)        | 107.º                      |
| Director desportivo :      |                            |                            |

| Sparebanken Sør TSS   | Sparebanken Sør TSS     | Sparebanken Sør TSS |
| --------------------- | ----------------------- | ------------------- |
| Num                   | Corredor                | Pos                 |
| 101                   | Fridtjof Røinås (NOR)   | AB-1                |
| 102                   | Andreas Vangstad (NOR)  | 38.º                |
| 103                   | Petter Theodorsen (NOR) | NP-5                |
| 104                   | Erik Bruland (NOR)      | 128.º               |
| 105                   | Trond Trondsen (NOR)    | 45.º                |
| 106                   | Andreas Erland (NOR)    | 87.º                |
| 107                   | Kristian Aasvold (NOR)  | 22.º                |
| 108                   |                         |                     |
| Director desportivo : |                         |                     |

| Coop TCO              | Coop TCO                   | Coop TCO |
| --------------------- | -------------------------- | -------- |
| Num                   | Corredor                   | Pos      |
| 111                   | Krister Hagen (NOR)        | 4.º      |
| 112                   | August Jensen (NOR)        | NP-2     |
| 113                   | Øivind Lukkedahl (NOR)     | 73.º     |
| 114                   | Haavard Blikra (NOR)       | AB-2     |
| 115                   | Philip Lindau (SWE)        | 52.º     |
| 116                   | Ole Andre Austevoll (NOR)  | 109.º    |
| 117                   | Fredrik Strand Galta (NOR) | NP-5     |
| 118                   | Even Rege (NOR)            | 121.º    |
| Director desportivo : |                            |          |

| Euskadi Basque Country-Murias EUS | Euskadi Basque Country-Murias EUS | Euskadi Basque Country-Murias EUS |
| --------------------------------- | --------------------------------- | --------------------------------- |
| Num                               | Corredor                          | Pos                               |
| 121                               | Garikoitz Bravo (ESP)             | 9.º                               |
| 122                               | Ander Barrenetxea (ESP)           | 110.º                             |
| 123                               | Aitor González Prieto (ESP)       | 41.º                              |
| 124                               | Adrián González (ESP)             |                                   |
| 125                               | Mikel Bizkarra (ESP)              | 61.º                              |
| 126                               | Mikel Iturria (ESP)               | 116.º                             |
| 127                               | Pello Olaberria (ESP)             | 83.º                              |
| 128                               | Julen Irizar (ESP)                | 63.º                              |
| Director desportivo :             |                                   |                                   |

| Gazprom-RusVelo       | Gazprom-RusVelo       | Gazprom-RusVelo |
| --------------------- | --------------------- | --------------- |
| Num                   | Corredor              | Pos             |
| 131                   | Anton Vorobyev (RUS)  | 130.º           |
| 132                   | Roman Maikin (RUS)    | AB-3            |
| 133                   | Igor Boev (RUS)       | 111.º           |
| 134                   | Artem Nych (RUS)      | 60.º            |
| 135                   | Evgeny Shalunov (RUS) | 53.º            |
| 136                   | Sergey Nikolaev (RUS) | 25.º            |
| 137                   | Ildar Arslanov (RUS)  | 54.º            |
| 138                   | Alexey Rybalkin (RUS) | 124.º           |
| Director desportivo : |                       |                 |

| Rally RLY             | Rally RLY             | Rally RLY |
| --------------------- | --------------------- | --------- |
| Num                   | Corredor              | Pos       |
| 141                   | Rob Britton (CAN)     | 48.º      |
| 142                   | Matteo Dal-Cin (CAN)  | 112.º     |
| 143                   | Adam de Vos (CAN)     | 66.º      |
| 144                   | Evan Huffman (USA)    | 97.º      |
| 145                   | Merluza Joyce (USA)   | NP-4      |
| 146                   | Brandon McNulty (USA) | NP-4      |
| 147                   | Pierrick Naud (CAN)   | 102.º     |
| 148                   | Danny Pate (USA)      | 57.º      |
| Director desportivo : |                       |           |

| An Post-ChainReaction SKT | An Post-ChainReaction SKT      | An Post-ChainReaction SKT |
| ------------------------- | ------------------------------ | ------------------------- |
| Num                       | Corredor                       | Pos                       |
| 151                       | Jonas Bokeloh (GER)            | 82.º                      |
| 152                       | Davy Gunst (NED)               | 76.º                      |
| 153                       | Adam Jamieson (CAN)            | 118.º                     |
| 154                       | Conor Hennerby (IRL)           | 105.º                     |
| 155                       | Jacob Scott (GBR)              | 114.º                     |
| 156                       | Przemysław Kasperkiewicz (POL) | 23.º                      |
| 157                       | Baixo Tietema (NED)            | 103.º                     |
| 158                       | Sean McKenna (IRL)             | 106.º                     |
| Director desportivo :     |                                |                           |

| Caja Rural-Seguros RGA CJR | Caja Rural-Seguros RGA CJR  | Caja Rural-Seguros RGA CJR |
| -------------------------- | --------------------------- | -------------------------- |
| Num                        | Corredor                    | Pos                        |
| 161                        | Eduard Prades (ESP)         | AB-3                       |
| 162                        | Fabricio Ferrari (URU)      | 33.º                       |
| 163                        | Lluís Mas (ESP)             | 91.º                       |
| 164                        | Diego Rubio Hernández (ESP) | 55.º                       |
| 165                        | Justin Oien (USA)           | 104.º                      |
| 166                        | Nick Schultz (AUS)          | 46.º                       |
| 167                        | Dylan Page (SUI)            | 69.º                       |
| 168                        |                             |                            |
| Director desportivo :      |                             |                            |

| Metec-TKH-Mantel PÕE  | Metec-TKH-Mantel PÕE  | Metec-TKH-Mantel PÕE |
| --------------------- | --------------------- | -------------------- |
| Num                   | Corredor              | Pos                  |
| 171                   | Johim Ariesen (NED)   | 72.º                 |
| 172                   | Dylan Bouwmans (NED)  | 92.º                 |
| 173                   | Tijmen Eising (NED)   | 108.º                |
| 174                   | Jasper Hamelink (NED) | 84.º                 |
| 175                   | Stef Krul (NED)       | 99.º                 |
| 176                   | Jasper de Laat (NED)  | 3.º                  |
| 177                   | Jim Lindenburg (NED)  | 39.º                 |
| 178                   | Bob Olieslagers (NED) | 80.º                 |
| Director desportivo : |                       |                      |

| CCC Sprandi Polkowice CCC | CCC Sprandi Polkowice CCC   | CCC Sprandi Polkowice CCC |
| ------------------------- | --------------------------- | ------------------------- |
| Num                       | Corredor                    | Pos                       |
| 181                       | Alan Banaszek (POL)         | AB-3                      |
| 182                       | Piotr Brożyna (POL)         | 59.º                      |
| 183                       | Jan Hirt (CZE)              | 65.º                      |
| 184                       | Kamil Meułecki (POL)        | 67.º                      |
| 185                       | Marcin Mrożek (POL)         | 93.º                      |
| 186                       | Michal Schlegel (CZE)       | AB-2                      |
| 187                       | Mateusz Taciak (POL)        | 94.º                      |
| 188                       | Jan Tratnik (SLO) (Estrada) | 8.º                       |
| Director desportivo :     |                             |                           |